# امپراتور کیتای
امپراتور کیتای (به ژاپنی: 継体天皇 Keitai-tennō)؛ بیست و ششمین امپراتور افسانه‌ای ژاپن بود.